# 凱爾布克河
51°20′49.33″N 8°12′34.00″E / 51.3470361°N 8.2094444°E
凱爾布克河（德語：Kelbke），是德國的河流，位於該國西部，處於北萊茵-威斯特法倫州，屬於魯爾河的支流，河道全長7.5公里，流域面積24.1平方公里。